# Moreomaoto
Moreomaoto è un villaggio del Botswana situato nel distretto Centrale, sottodistretto di Boteti. Il villaggio, secondo il censimento del 2011, conta 518 abitanti.

## Località
Nel territorio del villaggio sono presenti le seguenti 5 località:
- Masenga di 5 abitanti,
- Menoakwena di 105 abitanti,
- Menoakwena Safari Camp di 8 abitanti,
- Ramatsiara di 14 abitanti,
- Xiko / Ramajwana di 15 abitanti